# Новый музей современного искусства
Новый музей современного искусства (англ. New Museum of Contemporary Art) — музей современного искусства в Нью-Йорке, один из крупнейших мировых собраний произведений искусства конца XX—XXI веков.

## История музея
Новый музей современного искусства был основан в 1977 году Маршей Такер (Marcia Tucker, 1940—2006), работавшей до этого куратором отдела живописи и скульптуры в Музее Уитни, Нью-Йорк. В 1983 году коллектив сотрудников Нового музея отвечал за оформление американского павильона на 41-й Венецианской биеннале искусств. С 1999 года директором музея становится Лиза Филлипс (Lisa Phillips), также ранее работавшая куратором в музее Уитни.
Ежегодно в Новом музее организуется не менее шести крупных выставок, в том числе и персональных. Представлены, как правило, художники, уже сделавшие себе имя в мире искусства, однако ещё не выставлявшиеся на столь больших и престижных музейных площадях. Так, в 1980 году здесь прошла первая персональная выставка Джеффа Кунса. В 1987 году в музее прошла ретроспектива работ трагически погибшей художницы Аны Мендьеты. В 2001 году в Новом музее имела место первая в США ретроспектива произведений южноафриканского художника Уильяма Кентриджа. В 2006 году тут также прошла первая выставка работ Андреа Зиттель.
В первые 5 лет своего существования музей был представлен лишь в виде бюро. Организуемые им выставки проходили на территории различных снятых помещений. В 1983 году Новый музей переезжает в здание Astor Building по адресу 583 Бродвей. После продажи здания в 1994 году музей арендовал помещения его второго этажа. В 2005 году Новый музей вновь переезжает — в специально построенное японскими архитекторами Кадзуё Сэдзима и Рюё Нисидзава семиэтажное здание на Бауэри (Нью-Йорк). Торжественное открытие его состоялось в декабре 2007 года. Общая выставочная площадь здесь составляет около 20 000 м².